# Les Malices de Plick et Plock

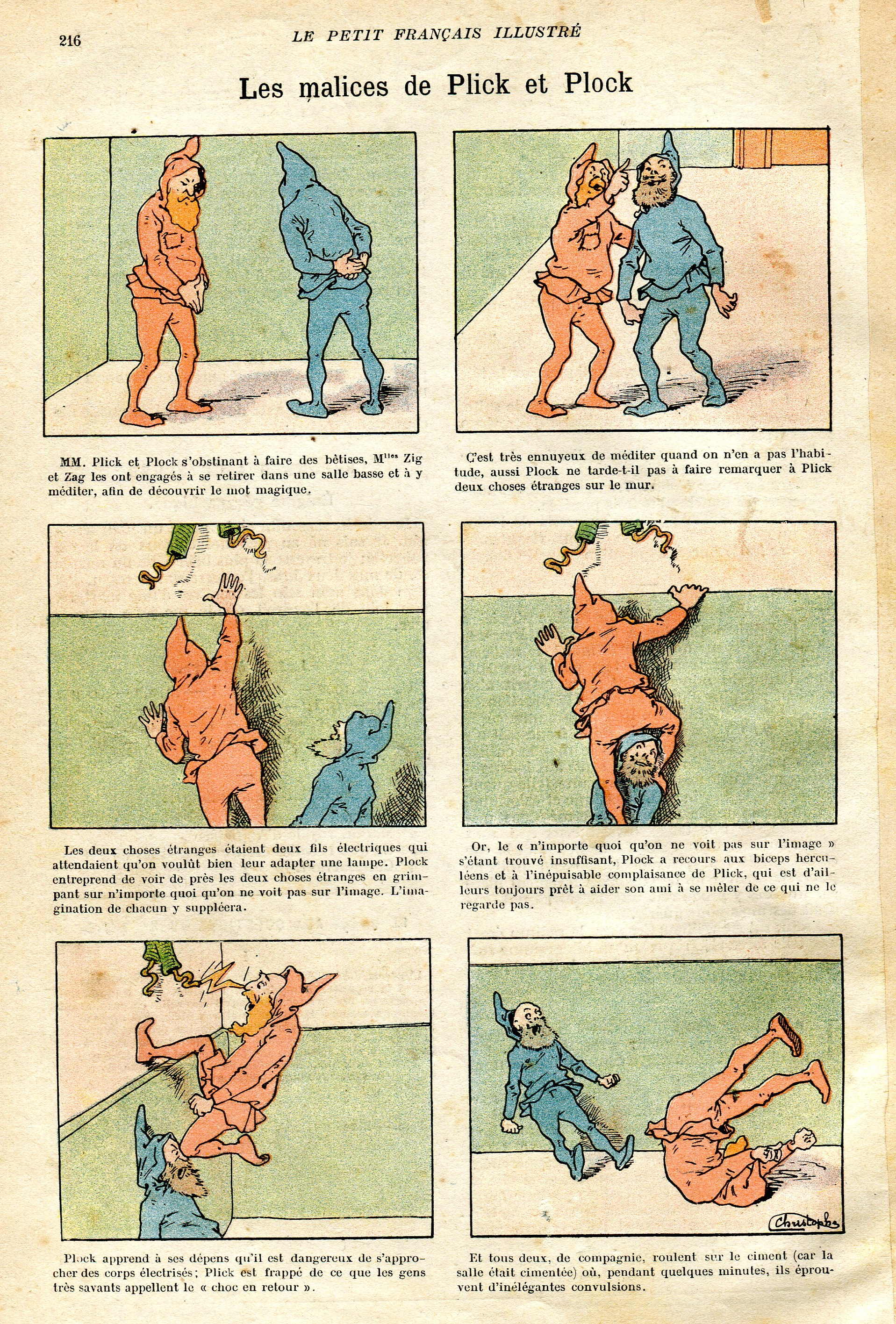
Les malices de Plick et Plock, une page dans Le Petit Français illustré du 4 avril 1903

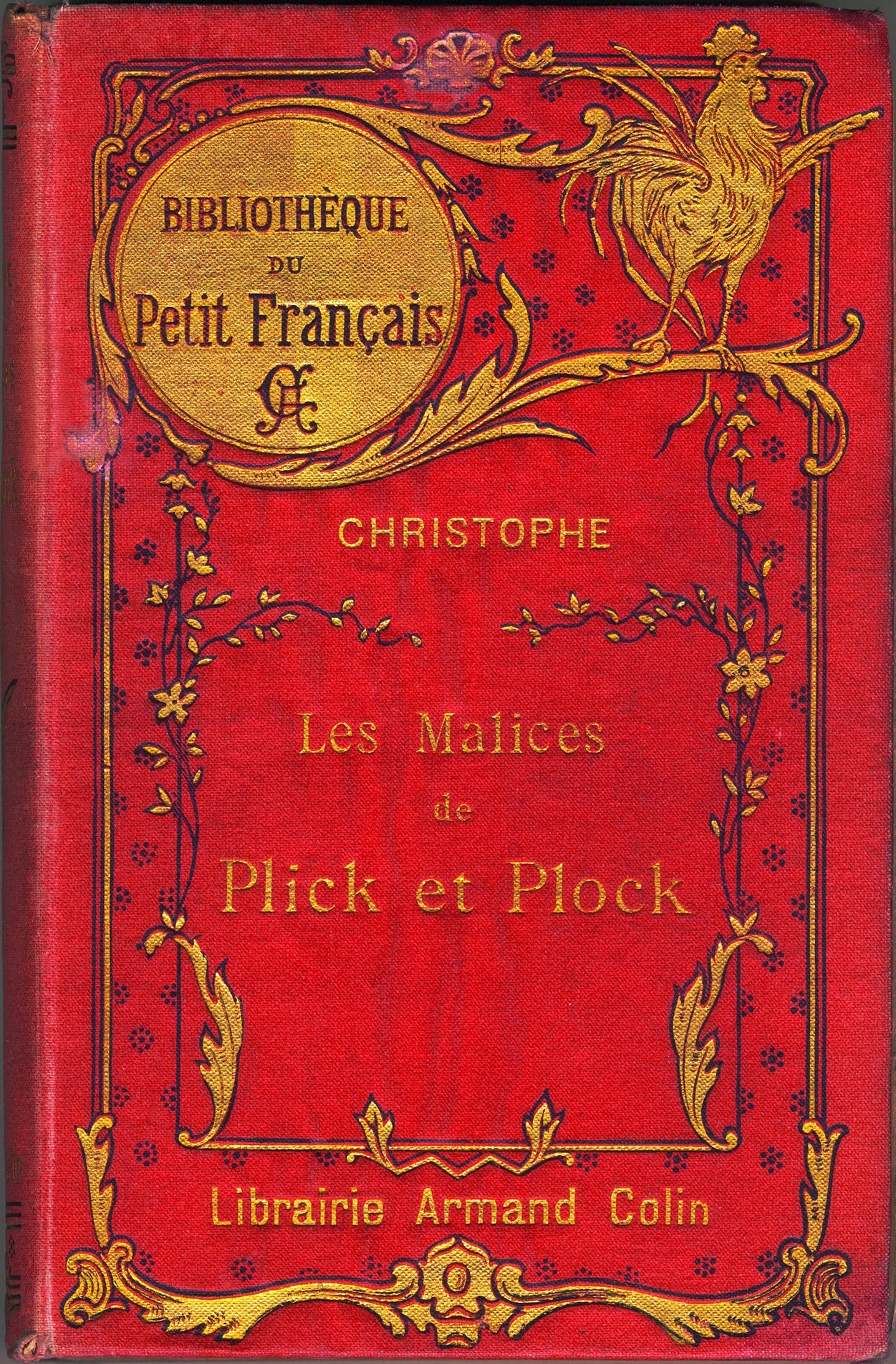
Couverture du livre Les Malices de Plick et Plock, paru en 1904 dans la série de la « Bibliothèque du Petit Français ».

Les Malices de Plick et Plock est une série de bande dessinée française, racontant les (més)aventures de deux gnomes, dessinée et scénarisée par le dessinateur français Christophe, parus dans Le Petit Français illustré, en 55 revues entre 1893 et 1904.
Christophe s'inspire des aventures de Lack et Luck, créés par Lothar Meggendorfer.
Ces planches furent ensuite regroupées et éditées par Armand Colin. De nombreuses rééditions ont été faites depuis dont une par ce même éditeur en format à l'italienne-couleur en 1985 et une autre en livre de poche en 1965.
Christophe développe dans ces planches sa fine observation des enfants et une volonté pédagogique. Ses deux personnages, deux gnomes, errent dans la maison en quête de nouvelles farces. Ils ne tirent aucune leçon de leurs mésaventures jusqu'à ce qu'ils découvrent les deux phrases de la sagesse :

« Quand on crache en l'air, cela vous retombe sur le nez »

et 

« Il faut réfléchir avant d'agir
Tels des petits enfants arrivant à l'âge de raison, ils pourront alors grandir. »

## Extrait du début de l'ouvrage
« Les deux gnomes que vous voyez là sont messieurs Plick et Plock. Les voilà qui, en furetant dans la maison, ont découvert une bouteille de champagne. Plick ne se sent plus de joie. Plock non plus, ainsi que l'expriment clairement leurs attitudes. Ce n'est pas qu'ils aient jamais bu de champagne, ils ne savent même pas ce que c'est ; mais ils devinent que cette bouteille pourrait bien leur fournir l'occasion de se distraire. Plock, esprit ingénieux, a découvert les ficelles qui retiennent le bouchon et le moyen de les faire disparaître. Seulement, c'est joliment fatigant de couper des ficelles et c'est bien le moins que, l'opération faite, on se repose un brin sur un siège moelleux. Oui, mais, on a beau être gnome et malin, on ne pense pas à tout, surtout si l'on ignore la force irrésistible d'expansion de l'acide carbonique emprisonné dans une bouteille ; et voilà comme quoi les farceurs sont souvent punis par où ils ont péché. »